# Herb Gardner (Musiker)
Herb Gardner (* um 1935) ist ein US-amerikanischer Jazzmusiker (Posaune, Komposition), der sich im Umfeld des Mainstream Jazz und Dixieland Jazz bewegt.

## Leben und Wirken
Gardner arbeitete ab den späten 1950er-Jahren als Musiker; erste Aufnahmen entstanden 1958 mit dem Herb Pomeroy Ensemble (Lenox School of Jazz Concert). 1963 zog er nach New York; dort spielte er in den folgenden Jahren u. a. mit Eddie Condon, Wild Bill Davison, Art Hodes, Kenny Davern und Dick Wellstood. Dabei trat er in Jazzclubs wie dem Metropole, Jimmy Ryan’s und Eddie Condon’s auf. In den 1960er- und 1970er-Jahren spielte er außerdem mit Jazz-Veteranen sie Roy Eldridge, Gene Krupa, Red Allen, Bobby Hackett, Jimmy Rushing, Doc Cheatham, Max Kaminsky und Wingy Manone. Ferner war er Ko-Leader von Vince Giordano’s Nighthawks, mit denen er bei den Inaugurationsfeiern von Präsident George Bush und der Siegesfeier von Bill Clinton auftrat. 1997 leitete er die Bigband Big Broadcasters beim Eröffnungskonzert des New York City JVC Jazz Festival. Für Al „Jazzbo“ Collins und die Smith Street Society Jazz Band schrieb Gardner Titel wie Jazzbeaux’s Time of Night und Erkennungsmelodien für den Rundfunk. Im Bereich des Jazz war er zwischen 1959 und 2013 an 57 Aufnahmesessions beteiligt, außer den Genannten auch mit Marva Josie/Earl Hines, Jim Cullum, Spiegle Willcox, Billy Butterfield, Pee Wee Erwin, Stephanie Nakasian, Leon Redbone und seiner Tochter, der Sängerin Abbie Gardner. Bekannt ist Gardner auch als langjähriger Mitarbeiter von Bill Crow, der zu dessen (Jazz)musiker-Anekdoten-Sammlung Crow Stories beiträgt.

## Diskographische Hinweise
- The Smith Street Society Jazz Band Featuring Ernie Carson: Take Me to the Land of Jazz (G.H.B., 1987)
- Groundhog’s Day (2000), mit Joe Licari, Dick Voig, Bruce McNichols, Barbara Dreiwitz